# Joe Jacob
Joe Jacob (* 1. April 1939 in Kilrush, County Clare, Irland) ist ein früherer irischer Politiker (Fianna Fáil) und gehörte von 1987 bis 2007 dem Dáil Éireann, dem Unterhaus des irischen Parlaments, an. 
Jacob betrieb einen Pub und war Vertriebler für das staatliche Düngemittelunternehmen (Nitrigin Éireann Teoranta). Von 1985 bis 1997 war er Mitglied im Wicklow County Council. 1987 wurde er im Wahlkreis Wicklow erstmals für die Fianna Fáil in den Dáil Éireann gewählt.
Taoiseach Bertie Ahern ernannte ihn am 8. Juli 1997 in seiner ersten Regierung zum Staatsminister für Energie im Ministerium für öffentliche Unternehmungen. Am 6. Juni 2002 schied er aus der Regierung aus. 
Bei den Wahlen 2007 trat er nicht mehr an.